# Anti EP
Albums de Autechre
Basscadet EP
(1993) Amber
(1994)
Anti EP est un EP du groupe anglais de musique électronique Autechre, sorti sur le label Warp Records en 1994.
Cette réalisation de Autechre est une protestation contre le Criminal Justice and Public Order Act 1994, qui voulait interdire les raves, ces rassemblements où la musique jouée était définie comme « une succession répétitive de beats ».
Le troisième morceau, Flutter, ne comporte pas cette pulsation répétée.

## Liste des titres
1. Lost – 7:24
2. Djarum – 7:19
3. Flutter – 9:57